# 磁村瓷窑址
磁村瓷窑址，位于山东省淄博市淄川区磁村镇磁村，是中华人民共和国全国重点文物保护单位之一。
2006年12月7日，公布为山东省文物保护单位，2013年5月公布为全国重点文物保护单位，是一座古遗址。